# Kevin Summerfield
Kevin Summerfield (Walsall, 7 gennaio 1959) è un ex calciatore inglese, di ruolo attaccante.

## Biografia
Suo figlio Luke è a sua volta stato un calciatore professionista.

## Carriera

### Giocatore
Dopo aver giocato nelle giovanili del West Bromwich (con cui vince anche una FA Youth Cup) esordisce in prima squadra con i Baggies nella stagione 1978-1979, in cui, all'età di 19 anni, realizza una rete in 2 presenze nella prima divisione inglese; rimane poi in squadra per altre tre stagioni consecutive, ma di fatto anche a causa del buon livello del club (che in quegli anni pur senza conquistare trofei si piazzava regolarmente nelle posizioni utili per la qualificazione alle coppe europee) non riesce mai ad imporsi nella formazione titolare: gioca infatti solamente 3 partite nella stagione 1979-1980, nessuna partita di campionato nella stagione 1980-1981 e 4 partite nella stagione 1981-1982, nella quale segna anche 2 gol, per un totale quindi di sole 9 presenze (ma con 3 reti) in prima divisione nell'arco di quattro stagioni. Nell'estate del 1982 si trasferisce al Birmingham City, altro club di prima divisione: dopo aver segnato un gol in 5 presenze, nel gennaio del 1983 viene ceduto al Walsall, club della sua città natale, militante in terza divisione: qui in una stagione e mezza realizza in totale 17 reti in 54 partite di campionato.
Inizia la stagione 1984-1985 segnando un gol in 10 presenze in seconda divisione con il Cardiff City, per poi trasferirsi a stagione in corso al Plymouth, in terza divisione. Con i Pilgrims nella stagione 1985-1986 conquista una promozione in seconda divisione, categoria in cui poi continua a giocare con il club fino al termine della stagione 1989-1990, fatto salvo per gli ultimi mesi di quest'ultima annata, trascorsi in prestito all'Exeter City, con cui gioca 4 partite in quarta divisione. Nell'estate del 1990, dopo un totale di 26 reti in 139 partite di campionato giocate, si trasferisce a titolo definitivo allo Shrewsbury Town, con cui trascorre in totale sei stagioni (le prime due e le ultime due in terza divisione, e le due tra il 1992 ed il 1994 in quarta divisione, campionato che peraltro vince nella stagione 1993-1994), per complessive 163 presenze e 21 reti in partite di campionato.
In carriera ha totalizzato complessivamente 384 presenze e 70 reti nei campionati della Football League.

### Allenatore
Ha lavorato come vice allenatore e collaboratore tecnico per numerosi club, principalmente tra la seconda e la terza divisione inglese; nel 2000 e nel 2004 per due periodi è anche stato allenatore ad interim del Plymouth: tra il 4 ed il 31 ottobre 2000 ha conquistato 2 vittorie, un pareggio e 2 sconfitte in terza divisione, categoria in cui invece tra il 5 marzo ed il 20 aprile 2004 ha ottenuto 3 vittorie, 3 pareggi e 3 sconfitte nell'arco delle 9 partite di campionato in cui è rimasto in carica, contribuendo peraltro in questo modo alla vittoria del campionato stesso, completata poi dal suo successore Paul Sturrock, alle cui dipendenze ha poi lavorato come collaboratore tecnico per numerose stagioni (sia al Plymouth che altrove).

## Palmarès

### Giocatore

#### Competizioni giovanili
- FA Youth Cup: 1

West Bromwich: 1975-1976

#### Competizioni nazionali
- Campionato inglese di quarta divisione: 1

Shrewsbury Town: 1993-1994